# Robert De Mulder
Robert Camille Clément De Mulder (* 16. Oktober 1900 in Gent; † 16. Juni 1967 in Knokke) war ein belgischer Ruderer.

## Biografie
Robert De Mulder gewann mit Oscar Bekaert, Adrien D’Hondt, Jean Van Silfhout und Jules Van Wambeke bei den Europameisterschaften 1920 in Mâcon die Silbermedaille im Vierer mit Steuermann. Bei den Olympischen Sommerspielen 1920 in Antwerpen traten De Mulder, Van Silfhout und D’Hondt ebenfalls in der Vierer mit Steuermann-Regatta an. Léon Vleurinck ersetzte Oscar Bekaert und Raphael de Ligne übernahm anstelle von Jules Van Wambeke die Position des Steuermanns. Die belgische Crew schied im Vorlauf gegen das Boot aus Norwegen aus. Im Folgejahr gewann De Mulder bei den Europameisterschaften in Amsterdam Bronze mit dem belgischen Achter.